# Oreophryne hypsiops
Oreophryne hypsiops és una espècie de granota que viu a Papua Nova Guinea.